# Paronychia cataonica
Paronychia cataonica är en nejlikväxtart som beskrevs av Mohammad Nazeer Chaudhri. Paronychia cataonica ingår i släktet prasselörter, och familjen nejlikväxter. Inga underarter finns listade i Catalogue of Life.